# Guerre juridique
La guerre juridique,,, guerre du droit, ou les usages stratégiques du droit (en anglais : lawfare [lɔːfɛə(ɹ)]) est l’utilisation du système judiciaire pour combattre un ennemi. Ce terme peut recouvrir plusieurs concepts. Il est utilisé a la fois dans le domaine des relations internationales et dans celui de la politique,.
Lawfare est un néologisme anglais issu de la contraction de law (loi) et warfare (guerre). Ce concept, issu du vocabulaire militaire aux États-Unis, a été popularisé par les néoconservateurs américains à la suite des attentats du 11 septembre 2001, qui estimaient que les terroristes islamistes s'appuyaient sur le droit international pour entraver les actions du gouvernement américain.
En France, ce terme est apparu dans le grand public en 2019 avec la sortie du livre Le piège américain et lors du procès des Insoumis,.
Un appel nommé « Stop Lawfare » signé en septembre 2019 par plus de 150 signataires, dans 35 pays sur les 5 continents (dont Rafael Correa, Luiz Inácio Lula da Silva, Dilma Rousseff, Ibrahim Yacouba, Pablo Iglesias, Manon Aubry, Julien Dray, Noël Mamère, Vikash Dhorasoo, Thomas Porcher et Dominique Bourg) demande à cesser les procès politiques.